# Stephen O. Murray
Stephen O. Murray (* 4. Mai 1950 in Minnesota; † 27. August 2019 in San Francisco) war ein US-amerikanischer Soziologe, Anthropologe und Autor.

## Leben
Nach seiner Schulzeit studierte Murray am James Madison Collage, Michigan State University. 1975 bestand er die Magisterprüfung im Fach Soziologie an der University of Arizona und die Doktorprüfung, ebenfalls in Soziologie, an der Universität Toronto. Danach studierte er Anthropologie an der University of California, Berkeley, von 1980 bis 1982.
Seine Arbeiten umfassen Studien in der Soziolinguistik, in der Geschichte der Sozialwissenschaften sowie ausführliche Publikationen im Themenschnittfeld von Soziologie und Homosexualität. Er beschäftigte sich hierbei insbesondere mit den Regionen der Vereinigten Staaten, Mexikos, Kanadas und Taiwans. Gemeinsam mit Will Roscoe verfasste er Studien zur Homosexualität in Afrika und islamischen Gebieten. Gemeinsam mit Regna Darnell verfasste er eine Monographieserie Critical Studies in the History of Anthropology für die University of Nebraska Press.
Des Weiteren publizierte Murray insbesondere im Journal of Homosexuality und Histories of Anthropology Annual, ferner schrieb er Artikel für die Webseiten von GLBTQ, epinions.com und associatedcontent.com.

## Schriften (Auswahl)
- Latin American Male Homosexualities, University of New Mexico Press, Albuquerque NM 1995
- American Gay, University of Chicago Press, Chicago 1996
- Angkor Life, Bua Luang, Bangkok 1996
- American Sociolinguistics. Theorists and Theory Groups, Philadelphia, 1998
- Homosexualities, University of Chicago Press, Chicago 2000
- gemeinsam mit Keelung Hong: Looking Through Taiwan. American Anthropologists’ Collusion with Ethnic Domination, University of Nebraska Press, Lincoln
- gemeinsam mit Will Roscoe: Islamic Homosexualities: Culture, History, and Literature, New York University Press, New York 1997
- gemeinsam mit Will Roscoe, Boy Wives and Female Husbands. Studies of African Homosexualities, St. Martin’s Press, New York 1998